# Bamangamakatti
Bamangamakatti (en népalais : बमनगामाकट्टी) est un comité de développement villageois du Népal situé dans le district de Saptari. Au recensement de 2011, il comptait 8 068 habitants.